# Dimitriana Bezede
Dimitriana Bezede (z d. Surdu, ur. 12 kwietnia 1994 w Kiszyniowie) – mołdawska lekkoatletka specjalizująca się w pchnięciu kulą oraz rzucie dyskiem.
W 2013 odpadła w eliminacjach mistrzostwa Europy do lat 19. Dwa lata później wystartowała na młodzieżowych mistrzostwach Europy, jednakże bez większych sukcesów. W 2016 na eliminacjach kończyła udział w seniorskim czempionacie Starego Kontynentu w Amsterdamie oraz igrzyskach olimpijskich w Rio de Janeiro. W następnym sezonie nie awansowała do finału konkursu kulomiotek podczas halowych mistrzostw Europy w Belgradzie.
Wielokrotna złota medalistka mistrzostw Mołdawii oraz reprezentantka kraju w drużynowych mistrzostwach Europy, pucharze Europy w rzutach i mistrzostwach krajów bałkańskich.
Rekordy życiowe: pchnięcie kulą (stadion) – 18,83 (28 maja 2017, Tyraspol); pchnięcie kulą (hala) – 18,52 (16 lutego 2019, Stambuł) rekord Mołdawii; rzut dyskiem – 53,61 (30 maja 2015, Kiszyniów).

## Osiągnięcia
| Rok  | Impreza                                  | Miejsce          | Konkurencja    | Lokata            | Wynik |
| ---- | ---------------------------------------- | ---------------- | -------------- | ----------------- | ----- |
| 2013 | III liga drużynowych mistrzostw Europy   | Bańska Bystrzyca | rzut dyskiem   | 5. miejsce        | 42,86 |
| 2013 | III liga drużynowych mistrzostw Europy   | Bańska Bystrzyca | pchnięcie kulą | 6. miejsce        | 12,28 |
| 2013 | Mistrzostwa Europy juniorów              | Rieti            | rzut dyskiem   | el. – 15. miejsce | 45,00 |
| 2014 | III liga drużynowych mistrzostw Europy   | Tbilisi          | rzut dyskiem   | 3. miejsce        | 46,33 |
| 2014 | III liga drużynowych mistrzostw Europy   | Tbilisi          | pchnięcie kulą | 3. miejsce        | 13,73 |
| 2015 | III liga drużynowych mistrzostw Europy   | Baku             | pchnięcie kulą | 2. miejsce        | 14,34 |
| 2015 | Młodzieżowe mistrzostwa Europy           | Tallinn          | pchnięcie kulą | el. – 16. miejsce | 14,77 |
| 2015 | Młodzieżowe mistrzostwa Europy           | Tallinn          | rzut dyskiem   | 10. miejsce       | 49,96 |
| 2016 | Mistrzostwa Europy                       | Amsterdam        | pchnięcie kulą | el. – 25. miejsce | 15,50 |
| 2016 | Igrzyska olimpijskie                     | Rio de Janeiro   | pchnięcie kulą | el. – 35. miejsce | 15,25 |
| 2017 | Halowe mistrzostwa Europy                | Belgrad          | pchnięcie kulą | el. – 15. miejsce | 16,78 |
| 2017 | Puchar Europy w rzutach                  | Las Palmas       | pchnięcie kulą | 9. miejsce        | 16,53 |
| 2017 | Mistrzostwa świata                       | Londyn           | pchnięcie kulą | el. – 19. miejsce | 17,37 |
| 2018 | Halowe mistrzostwa świata                | Birmingham       | pchnięcie kulą | 14. miejsce       | 17,22 |
| 2018 | Puchar Europy w rzutach                  | Leiria           | pchnięcie kulą | 3. miejsce        | 18,45 |
| 2018 | Mistrzostwa Europy                       | Berlin           | pchnięcie kulą | el. – 15. miejsce | 16,87 |
| 2019 | Halowe mistrzostwa Europy                | Glasgow          | pchnięcie kulą | el. – 9. miejsce  | 17,65 |
| 2019 | Puchar Europy w rzutach                  | Šamorín          | pchnięcie kulą | 2. miejsce        | 17,99 |
| 2019 | Uniwersjada                              | Napoli           | pchnięcie kulą | 5. miejsce        | 17,25 |
| 2019 | III liga drużynowych mistrzostw Europy   | Skopje           | rzut dyskiem   | 3. miejsce        | 50,77 |
| 2019 | III liga drużynowych mistrzostw Europy   | Skopje           | pchnięcie kulą | 1. miejsce        | 16,46 |
| 2019 | Mistrzostwa świata                       | Doha             | pchnięcie kulą | 12. miejsce       | 17,64 |
| 2021 | Igrzyska olimpijskie                     | Tokio            | pchnięcie kulą | el. – 29. miejsce | 16,55 |
| 2022 | Halowe mistrzostwa świata                | Belgrad          | pchnięcie kulą | 10. miejsce       | 18,07 |
| 2022 | Mistrzostwa świata                       | Eugene           | pchnięcie kulą | el. – 24. miejsce | 16,99 |
| 2022 | Mistrzostwa Europy                       | Monachium        | pchnięcie kulą | 11. miejsce       | 16,98 |
| 2023 | Halowe mistrzostwa Europy                | Stambuł          | pchnięcie kulą | 7. miejsce        | 17,98 |
| 2023 | Puchar Europy w rzutach                  | Leiria           | pchnięcie kulą | 4. miejsce        | 17,71 |
| 2023 | II dywizja drużynowych mistrzostw Europy | Chorzów          | pchnięcie kulą | 2. miejsce        | 17,27 |
| 2023 | II dywizja drużynowych mistrzostw Europy | Chorzów          | rzut dyskiem   | 11. miejsce       | 47,41 |
| 2023 | Mistrzostwa świata                       | Budapeszt        | pchnięcie kulą | el. – 22. miejsce | 17,69 |
| 2024 | Halowe mistrzostwa świata                | Glasgow          | pchnięcie kulą | 15. miejsce       | 16,95 |
| 2024 | Puchar Europy w rzutach                  | Leiria           | pchnięcie kulą | 10. miejsce       | 16,11 |
| 2024 | Mistrzostwa Europy                       | Rzym             | pchnięcie kulą | el. – 14. miejsce | 16,80 |
| 2024 | Igrzyska olimpijskie                     | Paryż            | pchnięcie kulą | el. – 27. miejsce | 16,35 |
| 2025 | Halowe mistrzostwa Europy                | Apeldoorn        | pchnięcie kulą | el. – 12. miejsce | 17,04 |